# Pomortsev (Mondkrater)
Pomortsev ist ein Einschlagkrater am Ostrand der Mondvorderseite am östlichen Rand des Mare Spumans, südwestlich des Kraters Dubyago. Im Norden liegt der kleinere Krater Stewart.
Der Krater wurde 1976 von der IAU nach dem russischen Raketenpionier Michail Michailowitsch Pomorzew offiziell benannt. Zuvor wurde er als Dubyago P bezeichnet.